# Pampus (geslacht)
Pampus is een geslacht van straalvinnige vissen uit de familie van grootbekken (Stromateidae). Het geslacht is voor het eerst wetenschappelijk beschreven in 1841 door Bonaparte.

## Soorten
- Pampus argenteus (Euphrasen, 1788) (Zilverpomfret)
- Pampus chinensis (Euphrasen, 1788)
- Pampus echinogaster (Basilewsky, 1855)
- Pampus minor Liu & Li, 1998
- Pampus punctatissimus (Temminck & Schlegel, 1845)